# Malis damlandslag i fotboll
Malis damlandslag i fotboll representerar Mali i fotboll på damsidan. Dess förbund är Fédération Malienne de Football.